# Craig Owens

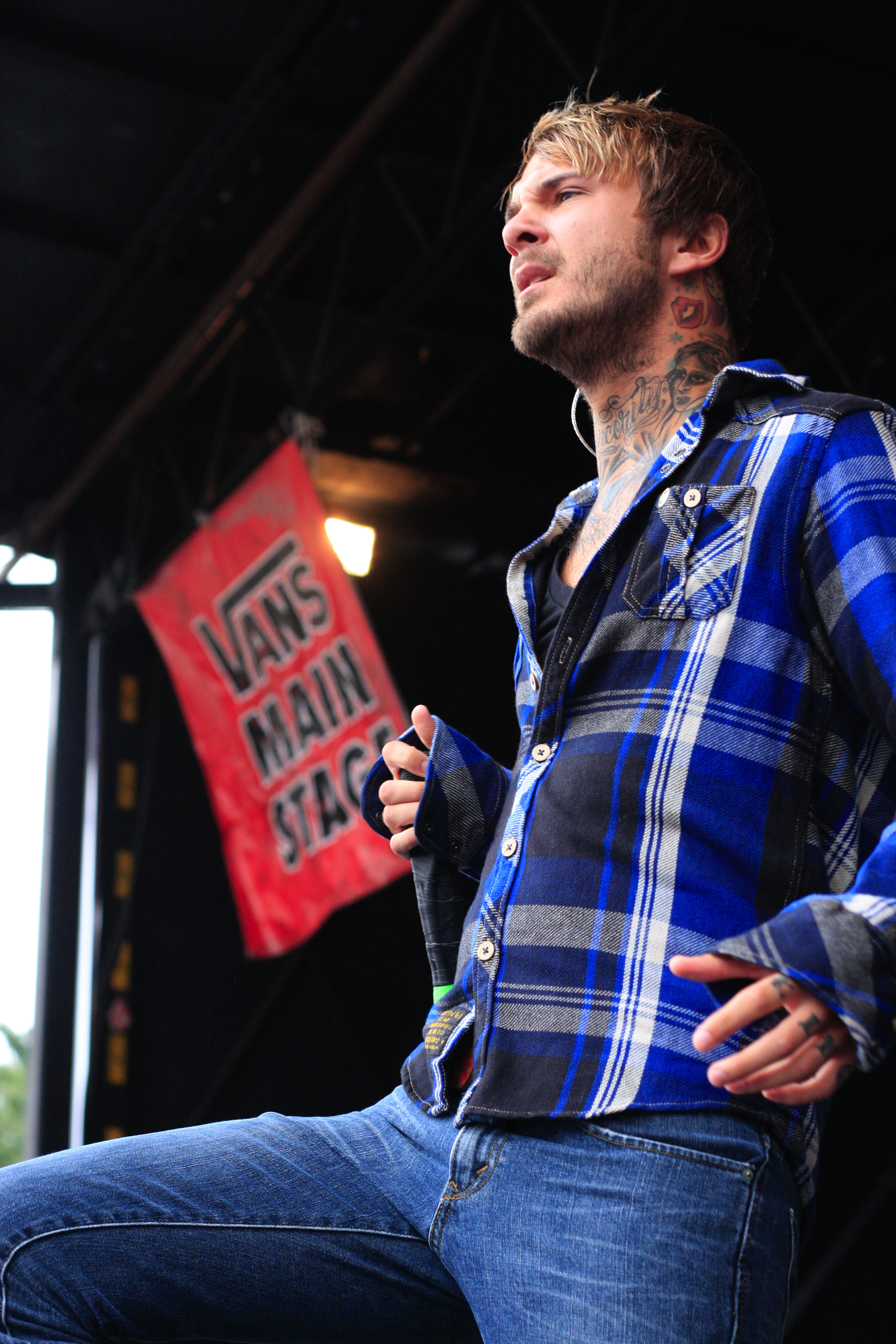
Craig Owens auf der Warped Tour, 2009

Craigery Michael Owens, kurz Craig Owens (* 26. August 1984 in Davison, Michigan), ist ein US-amerikanischer Rockmusiker.
Er ist Sänger bei Chiodos und ist Gründer der inzwischen aufgelösten Projekte Cinematic Sunrise und D.R.U.G.S. Auch war er in der kurzlebigen Post-Hardcore-Supergroup Isles & Glaciers involviert.
Zudem hatte Owens einen Auftritt im Drama K–11, welcher beim Cannes Film Festival im Jahr 2012 uraufgeführt wurde und im September 2013 in den Kinos in den Vereinigten Staaten lief.

## Karriere
Im Jahr 2001 gründete Owens mit fünf weiteren Musikern die Band Chiodos, welche heute bei Equal Vision Records unter Vertrag steht. Noch während seiner aktiven Zeit bei Chiodos gründete er mit Cinematic Sunrise ein musikalisches Nebenprojekt. Mit diesem veröffentlichte er allerdings lediglich eine EP, bevor sich diese Band auflöste.
Im Juli 2008 machte er bekannt, dass er seit einigen Jahren an einer bipolaren Störung und Angstattacken leide, welche einen dramatischen Höhepunkt fand, als er zugab erst kurz vor diesem Statement eine Überdosis Xanax eingenommen zu haben.
Auch als er nicht mehr bei Chiodos aktiv  mitwirkte, war er daran interessiert weiterhin mit den Musikern zusammenarbeiten zu wollen. Er gründete nach seinem zwischenzeitlichen Ausstieg bei Chiodos das Projekt D.R.U.G.S., mit dem er ein Studioalbum auf dem Markt brachte. Durch seinen Wiedereinstieg bei Chiodos beschlossen die verbliebenen Musiker von D.R.U.G.S. die Band aufzulösen.
Auch war er in der Supergroup Isles & Glaciers als einer von drei Sängern – neben Jonny Craig und Vic Fuentes – aktiv. Diese bestand insgesamt zwei Jahre brachte eine EP heraus und spielte, der verschiedenen Tourplänen der Musiker geschuldet, lediglich ein einziges Konzert. Auf die Frage, ob es zukünftig eine erneute Zusammenarbeit mit den Musikern kommen könnte, sagte er, dass in nächster Zukunft keine Planungen diesbezüglich gemacht worden sind.
Im Jahr 2011 hieß es, dass Owens eine Rolle in dem Drama K–11 angenommen habe, welcher auf dem Cannes Film Festival uraufgeführt wurde. Ursprünglich sollte Kristen Stewart in dem Film mitspielen, allerdings sagte sie den Filmemachern ab, da die Dreharbeiten nahezu zeitgleich mit dem Dreh von Twilight stattfanden.

## Diskographie

### Mit Chiodos
- siehe Chiodos

### Mit Isles & Glaciers
- siehe Isles & Glaciers

### Mit D.R.U.G.S.
- siehe D.R.U.G.S.

### Mit Cinematic Sunrise
- siehe Cinematic Sunrise

### Solo
- 2009: With Love (EP, Equal Vision Records)

## Filmografie
- 2012: K–11